# Nibbiano
Nibbiano (Nibian in dialetto piacentino) è una frazione del comune italiano di Alta Val Tidone, in provincia di Piacenza, in Emilia-Romagna.
Fino al 31 dicembre 2017, prima della fusione con i limitrofi comuni di Caminata e Pecorara che ha dato vita al comune di Alta Val Tidone, è stato comune autonomo. A Nibbiano si trova la sede municipale dell'ente unificato.

## Geografia fisica
Nibbiano è situato nel fondovalle della media val Tidone, sulla sponda sinistra dell'omonimo torrente ad un'altitudine di 284 m s.l.m., immediatamente a monte della foce del Tidoncello nel Tidone.

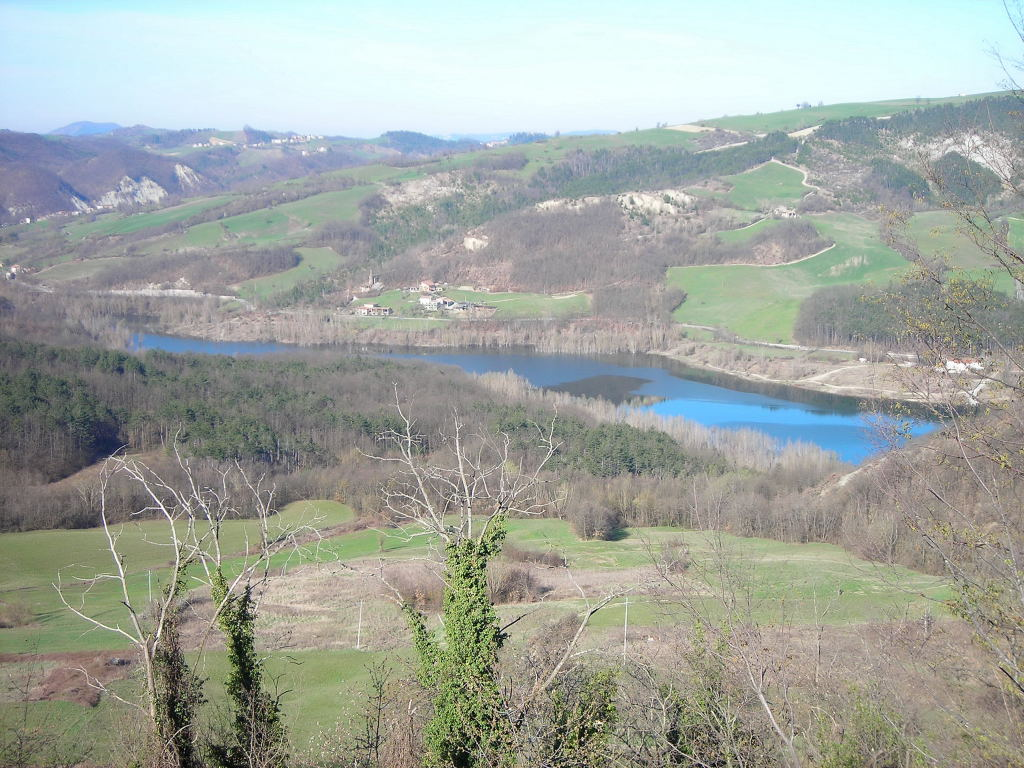
Il lago di Trebecco

Il territorio comunale del disciolto comune di Nibbiano occupava un'ampia porzione della vallata del Tidone, all'estremità occidentale della provincia di Piacenza, sul confine con l'Oltrepò pavese, dalle prime propaggini collinari dell'Appennino ligure poste sul limitare della pianura Padana, dove si trovava la frazione di Strà, fino ad un territorio più propriamente montuoso, ad esempio nei pressi di Trebecco, con un'altitudine che variava tra 161 e 779 m s.l.m.
Nella parte meridionale del territorio comunale di Nibbiano, sul confine con il comune di Zavattarello, si trova il lago di Trebecco, bacino artificiale sorto a seguito della costruzione a fini idropotabili e idroelettrici, tra il 1921 e il 1928, di una diga lungo il corso del torrente Tidone e che prende il nome dalla frazione di Trebecco in quanto, al momento della costruzione della diga, la gran parte del lago rientrava all'interno del territorio comunale trebecchino, comune in seguito soppresso ed aggregato a Nibbiano.

## Storia
I territori situati nei pressi di Nibbiano furono abitati fin dalla preistoria; in seguito, in epoca romana venne chiamato Curte Neblani, il territorio assunse un certo grado di importanza per la posizione strategica, in particolare nei pressi della confluenza del torrente Chiarone nel Tidone, dirimpetto alla quale, nei pressi della frazione di Trevozzo situata sulla sponda opposta del torrente, sono stati fatti diversi ritrovamenti di reperti.
A partire dal X secolo nella zona iniziò la costruzione di diversi castelli, tra i quali quello di Nibbiano, citato per la prima volta in un atto del 1029, e quelli di Trebecco, Trevozzo e Sala Mandelli.
Negli anni in cui il ducato di Milano venne governato dai Visconti Nibbiano uscì dalla sfera d'influenza dell'abbazia bobbiese, passando sotto il controllo della famiglia Malvicini Fontana. Nel 1514 il castello di Trevozzo venne pesantemente danneggiato durante un attacco condotto da truppe fedeli ai Dal Verme; nello stesso anno Nibbiano venne attaccato da truppe genovesi, le quali vennero, però scacciate dalla zona.
In seguito, il territorio di Nibbiano entrò a far parte del ducato di Parma e Piacenza, diventando sede di una dogana nei pressi della frontiera con il territorio di Caminata. La frontiera tra Nibbiano e Caminata rimase fino all'unità d'Italia.
Tra il XVI e il XVII secolo, a seguito dell'imposizione fatta alle famiglie nobili da parte dei duchi Farnese di trasferire la propria residenza principale nella città di Piacenza, la maggior parte dei castelli della zona venne trasformata in residenze nobiliari utilizzate durante il periodo estivo.
Nel 1765 il feudo di Nibbiano venne concesso alla famiglia nobile spagnola degli Azzara.
Tra il 1921 e il 1928, dopo che nei primi decenni del secolo ne era stata più volte paventata l'edificazione, venne costruita su progetto dell'ingegnere Augusto Ballerio, lungo il corso del torrente Tidone, all'interno del territorio comunale di Trebecco che sarebbe, poi, entrato a far parte del comune di Nibbiano, la diga del Molato, la quale diede origine al lago artificiale di Trebecco. L'infrastruttura venne inaugurata nel 1928 alla presenza del capo del governo Benito Mussolini.
Nel 1928 i comuni di Trebecco e Caminata, fino al 1923 parte della provincia di Pavia, i quali, a differenza dei limitrofi comuni di Ruino, Zavattarello e Romagnese non erano tornati a far parte di essa nel 1926, vennero aggregati al comune di Nibbiano. Nel 1937 le frazioni di Moncasacco, Mostarine e Casanova, precedentemente parte del comune di Caminata vennero distaccate dal comune di Nibbiano ed aggregate al comune di Pometo, tornando a fare parte della provincia di Pavia.
Il 30 luglio 1944, durante la seconda guerra mondiale, nell'ambito della resistenza italiana, truppe tedesche e fasciste in fuga dalla zona della rocca d'Olgisio nei pressi della quale era avvenuto uno scontro con le forze partigiane, saccheggiarono e incendiarono diversi edifici nella frazione di Strà, prendendo, poi, in ostaggio nella bottega gestita dalla famiglia Riccardi 9 persone, che furono, poi, uccise lanciando diverse bombe a mano all'interno della bottega. L'evento fu forse una rappresaglia a seguito dell'uccisione di un soldato tedesco o per l'esito negativo dei combattimenti avvenuti nei pressi della rocca d'Olgisio.
Nel 1950 venne ricostituito il comune di Caminata ripristinandolo nei confini presenti fino al 1928.
Il 22 luglio 2016 il consiglio comunale approvò un'istanza per chiedere alla regione l'avvio della procedura di fusione con i confinanti comuni di Caminata e Pecorara. L'assemblea legislativa della regione Emilia-Romagna approvò il progetto di legge per l'istituzione di un nuovo comune il 28 febbraio 2017, in seguito ad esso venne indetto un referendum consultivo nei tre territori comunali, poi fissato per il 28 maggio 2017. Il referendum vide la vittoria del sì in tutti e tre i comuni, permettendo il proseguimento dell'iter di fusione. Il referendum vide anche la scelta del nome del nuovo comune, Alta Val Tidone, che viene istituito il 1º gennaio 2018.
A seguito dell'istituzione del nuovo comune, Nibbiano divenne la sede dell'ente unificato.

### Simboli
Lo stemma e il gonfalone di Nibbiano erano stati concessi con decreto del presidente della Repubblica del 31 maggio 1999.
Il gonfalone era un drappo di bianco.

## Monumenti e luoghi d'interesse

### Architetture religiose
Santuario della Beata Vergine Madre delle GentiSituato nella frazione di Strà, venne costruito nei primi anni '60 per volere dell'allora parroco don Andrea Mutti su progetto dell'architetto Carlo Felice Cattadori nel luogo in cui, durante la seconda guerra mondiale, le forze tedesche avevano ucciso nove civili del posto. Al suo interno conserva la statua in legno della Madonna "Madre delle Genti" realizzata dall'artista Giuseppe Runggaldier e benedetta nel 1958 da papa Pio XII durante una celebrazione all'interno della basilica di San Pietro.

### Architetture militari
Castello di CareggioCostruito prima del 1372, anno in cui venne conquistato dalle truppe fedeli al papa guidate da Dondazio Malvicini, nel XVII secolo risultava di proprietà di Ettore e Antonio Cigala. L'edificio, trasformato in un palazzo e, successivamente, in dimora rurale si presenta molto diverso dall'aspetto originario.
Castello di Castelletto CigalaRealizzato durante gli ultimi anni dell'XI secolo in funzione anti-pavese, l'edificio entrò nelle proprietà della famiglia Cigala nel Quattrocento, venendo ampliato in diversi stralci, dei quali uno, del 1535, vide l'aggiunta di una torre circolare. Avocato dalla Camera Ducale farnesiana, nel 1608 venne riacquistato da Orazio Cigala. Nel 1636 venne pesantemente saccheggiato da parte di truppe spagnole. L'edificio originariamente circondato da fossato su tre lati e da un ripido pendio sul quarto lato, presentava due torri rotonde e un rivellino sul lato opposto del fossato rispetto al castello. Trasformato in complesso colonico, si presenta in discrete condizioni di conservazione.

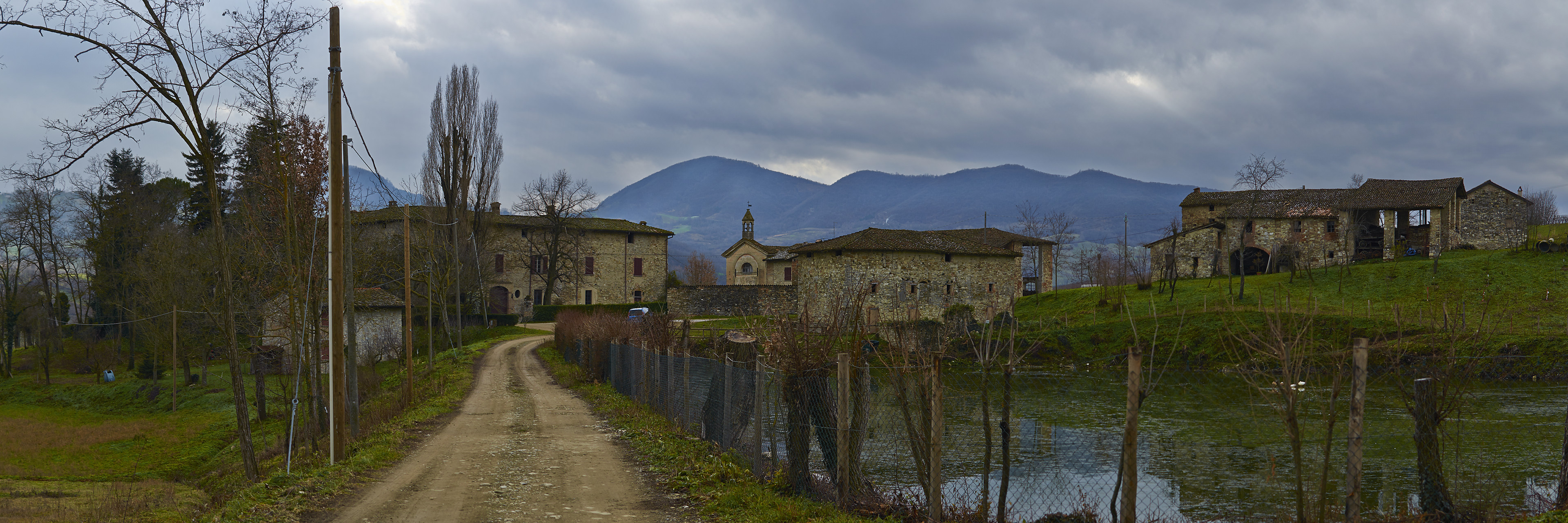
Il castello di Corticelli

Castello di CorticelliCitato per la prima volta in un documento risalente al 1028, il maniero appartenne per diversi secoli alla famiglia del conti Arcelli. Costituito originariamente da una coppia di torri circondate da un fossato e da una cinta muraria al cui interno era posto un oratorio e un piccolo borgo rurale, è stato, nel tempo, oggetto di rimaneggiamenti che hanno reso l'edificio a pianta quadrangolare e hanno comportato l'eliminazione del fossato.
Castello di GenepretoCostruito nel XIII secolo, il castello fu posto sotto attacco nel 1243 da parte degli Svevi e nel 1269 da parte della famiglia Landi, la quale non riuscendo a espugnare l'edificio, decise di dare alle fiamme l'intero borgo di Genepreto. In seguito, passò nel 1408 tra le proprietà della famiglia Malvicini Fontana la quale ottenne l'investitura a marchesi di Genepreto da parte dei Visconti. Così come altri castelli della zona, rimase ai Malvicini Fontana fino alla loro estinzione, avvenuta nel 1792. L'edificio a due piani ha subito molti rimaneggiamenti nel corso del tempo che lo hanno portato alla trasformazione a scopo residenziale e necessita di lavori di ristrutturazione
Castello di NibbianoDocumentato per la prima volta in un atto risalente al 1029, fece parte sino al XIV secolo dei beni del monastero di San Colombano di Bobbio, poi, nel 1335 entrò a far parte dei possedimenti dei marchesi Malvicini Fontana. Nel 1765 divenne proprietà degli Azara. Durante il XIX secolo subì la trasformazione a palazzo residenziale; in seguito a questi importanti rimaneggiamenti l'unica parte superstite dell'edificio medievale è la torre.
Castello di Pieve StaderaPalazzo fortificato costruito sui resti del castello, posto al centro del borgo di Stadera, sede di una pieve che, a partire dall'epoca medievale, fu tra i centri più importanti della giurisdizione ecclesiastica della val Tidone. Oltre al fortilizio posto del centro del borgo, facevano parte del sistema difensivo della pieve altri due fortificazioni, una posta sul Montis Plogosi e una posta sul Monte Suino.
Castello di Sala MandelliCostruito tra l'XI e il XII secolo ad opera del comune di Piacenza, l'edificio venne, in seguito riedificato da parte della famiglia Malvicini Fontana, che godettero della signoria sulla località fin dal 1355, tra il 1693 e il 1701 attuandone la trasformazione a residenza signorile di campagna, circondata da un ampio parco con alberi ad alto fusto. Dell'edificio originale medievale rimane il torrione posto all'ingresso. Il nome Mandelli fu aggiunto all'originale toponimo Sala dopo che, nel 1792 il castello e il borgo entrarono a far parte dei beni della famiglia Mandelli a seguito di lasciti ereditari.
Castello di TassaraCastello e borgo medievali citati in diversi documenti di epoca bassomedievale come pertinenza del vicino castello di Genepreto, fu di proprietà prima dei Malvicini Fontana e, poi, dei Cigala. Il borgo si compone di due parti: quella basse, originariamente sede del castello vero e proprio, la cui struttura primitiva è stata sostituita da un edificio risalente alla fine del Medioevo e quella alta, collegata alla parte bassa tramite un camminamento posto lungo il crinale, dove si trova un torrione scarpato caratterizzato da linee piuttosto grossolane, che lo qualificano, probabilmente, come la parte più antica del borgo.
Castello di TrebeccoEdificio costruito, con ogni probabilità, nel corso del IX secolo sui resti di una preesistente struttura militare, viene citato per la prima volta in documenti risalenti al X secolo. Sorto in una posizione strategicamente favorevole che permetteva di avere sotto controllo una buona parte della val Tidone, secondo il documento di testamento del diacono Gherardo redatto nel 1028, il castello era dotato di una torre, nonché di una chiesa situata al proprio interno. L'edificio, rimasto nelle proprietà della famiglia Dal Verme fino al XX secolo, nonostante sia stato oggetto di una dichiarazione di notevole interesse pubblico, versa in condizioni di assoluto degrado, amplificate dalla costruzione di edifici incongrui, come rimesse di lamiera, piccoli capannoni improvvisati ricoveri per attrezzi di lavoro sorti nelle sue vicinanze.
Castello di TrevozzoCitato per la prima volta nel 1514, anno nel quale venne dato alle fiamme, con tutta probabilità venne edificato in epoca medievale. L'edificio, a lungo parte delle proprietà della famiglia Cattaneo, pur trasformato nel tempo in dimora residenziale, conserva due torri poste sugli angoli e i resti del ponte levatoio posto all'ingresso.
Torre GandiniCasa torre la cui esistenza viene citata in un documento del 1442 con il quale il duca di Milano Filippo Maria Visconti concesse a Niccolò Piccinino l'investitura feudale su diversi territori posti lungo la val Tidone. È caratterizzata da una struttura a base quadrata il cui lato di base misura 10 m. L'accesso all'edificio avveniva al primo piano dove era posto il portale d'ingresso del quale rimangono solo alcuni resti; il piano terra non vede nessuna apertura, mentre nei piani superiori sono presenti feritoie e finestrelle. La torre presenta un pilastro centrale al quale si appoggiavano le travi di sostegno dei piani superiori e del tetto. L'edificio si presenta in condizioni di conservazione precarie e la stabilità strutturale è parzialmente compromessa.

### Aree naturali
Giardino botanico CaplezSito in località Cappelluzzo, a 730 m s.l.m. di altitudine tra Tassara e Stadera, è stato realizzato a partire dal 1990 e aperto al pubblico nel 2010. Occupa un'area complessiva di 15000 m², di cui 11 000 dedicati a ospitare circa 1 800 varietà di piante originarie di diverse parti del mondo tra cui campanule, centaurea e salvioni.

## Società

### Evoluzione demografica
Abitanti censiti

## Cultura
Questo paese fa parte del territorio culturalmente omogeneo delle quattro province (Alessandria, Genova, Pavia, Piacenza), caratterizzato da usi e costumi comuni e da un importante repertorio di musiche e balli molto antichi. Strumento principe di questa zona è il piffero appenninico che, accompagnato dalla fisarmonica e un tempo dalla müsa (cornamusa appenninica), guida le danze e anima le feste.

### Eventi
Il penultimo martedì di agosto si tiene ogni anno la tradizionale ed antica fiera di Nibbiano, manifestazione organizzata a partire dal 1985 riprendendo una tradizione che vede una fiera organizzata nel territorio nibbianese sin dall'epoca romana e carolingia. Lo svolgimento dell'evento è stato confermato anche con la soppressione del comune di Nibbiano e la costituzione del comune di Alta Val Tidone.

## Geografia antropica

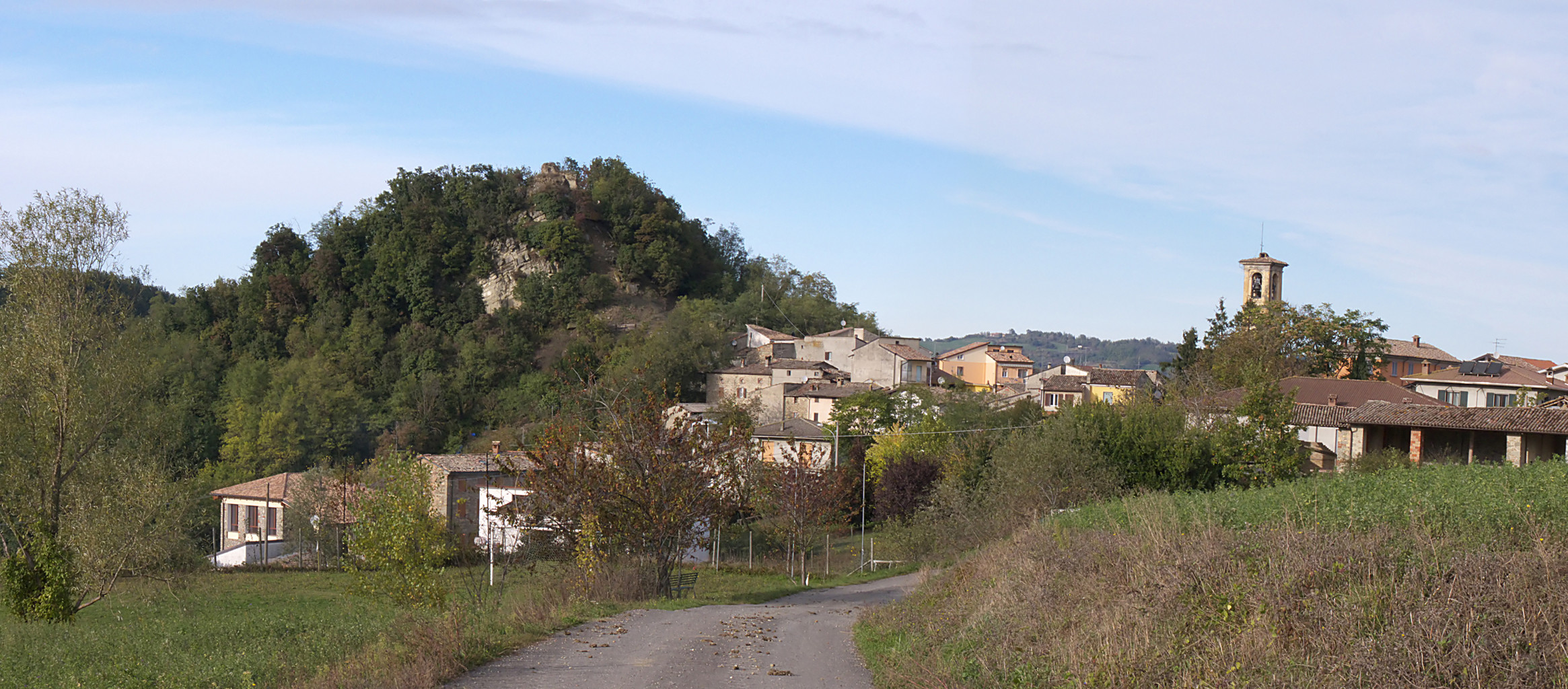
La frazione di Trebecco

Facevano parte del comune di Nibbiano, oltre al capoluogo comunale, le frazioni di Strà, situata all'estremità settentrionale del territorio comunale, in una porzione di territorio sostanzialmente pianeggiante, Trebecco, situato a sud del capoluogo, in un territorio spiccatamente montano, Trevozzo, centro sviluppatosi lungo il percorso della ex strada statale 412 sulla sponda opposta rispetto al centro di Pianello Val Tidone, che, secondo i dati del censimento del 2001, contava più del doppio degli abitanti rispetto al capoluogo comunale, Genepreto, Sala Mandelli e Tassara, tutte e tre piccoli centri sorti intorno a insediamenti di epoca medievale.

## Economia
Fino alla metà del XX secolo l'attività economica prevalente nel comune di Nibbiano è stata l'agricoltura, attività alla quale afferivano circa il 90% degli occupati Negli anni successivi, fino ai primi anni del XXI secolo si è assistito un cambiamento, con la riduzione dell'importanza del settore agricolo e un aumento delle attività nel settore manifatturiero, delle costruzioni e del commercio.
Per quanto riguarda il comparto agricolo l'attività preponderante è quella dei seminativi, superfici oggetto di colture erbacee soggette all'avvicendamento colturale (cereali, colture industriali, ortive e foraggere) Tra queste, il comparto predominante, sia dal punto di vista dei numeri, sia dal punto di vista qualitativo è quello vitivinicolo che copre da solo circa il 20% dell'intero suolo dedicato all'agricoltura. Il territorio comunale di Nibbiano rientrava parzialmente nelle aree di produzione DOC dei colli piacentini e dell'Oltrepò Pavese.

## Infrastrutture e trasporti
Tra il 1908 al 1933 Nibbiano fu capolinea di una tranvia a vapore che collegava Nibbiano a Pianello Val Tidone, Castel San Giovanni e Piacenza e lungo cui si trovavano nel territorio comunale le fermate di Strà, Bivio Trevozzo, Trevozzo Chiesa, Trevozzo Corticelli, Genepreto, Pradaglia, Villa Solari, Lentino e Nibbiano. Tra il 1933 e il 1938 il servizio sulla tratta fu limitato a Pianello
Nel 1927 la SIFT, società che aveva in gestione la linea tranviaria, commissionò al Politecnico di Milano, nelle persone degli ingegneri Marco Semenza e Arturo Danusso un progetto che prevedeva la trasformazione delle tranvie della provincia di Piacenza, inclusa la Piacenza-Pianello-Nibbiano, in linee ferroviarie. Nello stesso anno venne costituita a Milano la società ferroviaria Sud Milano, nel cui partecipata dalla SIFT, con lo scopo di realizzare un collegamento ferroviario tra Milano e la val Tidone, con la prospettiva futura di un'ulteriore estensione verso sud. Nonostante gli intenti, nessuno dei progetti relativi a una linea ferroviaria per Nibbiano venne mai realizzato.
Il territorio comunale del disciolto comune di Nibbiano veniva attraversato da nord a sud dal percorso della strada statale 412 della Val Tidone che, proveniente da Milano risale la val Tidone fino a congiungersi alla strada statale 461 del Passo del Penice qualche chilometro a valle dell'omonimo passo.
Oltre alla ex strada statale 412 interessavano il territorio comunale la strada provinciale 34 di Pecorara che, diramandosi dalla strada statale 412 nei pressi di Nibbiano, risale la val Tidoncello raggiungendo Pecorara per, poi, riunirsi alla strada statale 461 in comune di Bobbio, la strada provinciale 59 di Moncasacco che collega l'omonima frazione del comune di Caminata con la provincia di Pavia, la strada provinciale 44 di Montalbo che collega Castel San Giovanni a Trevozzo passando per Montalbo, frazione del comune di Ziano Piacentino, la strada provinciale 45 di Tassara e la strada provinciale 45 bis di Stadera che collegano Trevozzo a Nibbiano passando per le frazioni di Tassara e Stadera e la strada provinciale 60 di Croce.

## Amministrazione
Di seguito è presentata una tabella relativa alle amministrazioni che si sono succedute in questo comune.
| Periodo        | Periodo          | Primo cittadino     | Partito                                         | Carica  | Note   |
| -------------- | ---------------- | ------------------- | ----------------------------------------------- | ------- | ------ |
| 4 luglio 1985  | 26 maggio 1990   | Renato Velli        | -                                               | Sindaco | [ 50 ] |
| 26 maggio 1990 | 19 maggio 1992   | Giovanni Nani       | Partito Comunista Italiano                      | Sindaco | [ 50 ] |
| 3 giugno 1992  | 24 aprile 1995   | Alberto Borghi      | Partito Socialista Italiano                     | Sindaco | [ 50 ] |
| 24 aprile 1995 | 14 giugno 1999   | Alberto Borghi      | Centro-sinistra                                 | Sindaco | [ 50 ] |
| 14 giugno 1999 | 14 giugno 2004   | Alberto Borghi      | Lista civica                                    | Sindaco | [ 50 ] |
| 14 giugno 2004 | 8 giugno 2009    | Alessandro Alberici | Lista civica                                    | Sindaco | [ 50 ] |
| 8 giugno 2009  | 26 maggio 2014   | Alessandro Alberici | Lista civica: La nostra gente e la nostra terra | Sindaco | [ 50 ] |
| 26 maggio 2014 | 31 dicembre 2017 | Giovanni Cavallini  | Lista civica: Avremo Cura                       | Sindaco | [ 50 ] |

### Altre informazioni amministrative
Tra il 2001 e il 2009, anno in cui l'ente è stato soppresso, Nibbiano ha fatto parte della comunità Montana valle del Tidone.
Dopo non aver aderito inizialmente all'unione di comuni costituita a sostituzione della comunità montana, nel 2013 il comune di Nibbiano è entrato a far parte dell'Unione dei Comuni Valle del Tidone, insieme ai comuni di Pecorara e Pianello Val Tidone. Il comune di Nibbiano è rimasto nell'unione, anche con il cambio di nome in Unione dei Comuni Val Tidone e lo spostamento della sede a Castel San Giovanni, avvenuti nel 2015. Nibbiano è rimasto all'interno dell'unione fino alla sua soppressione, avvenuta a seguito della nascita del comune di Alta Val Tidone.